# Laco Lučenič
Ladislav Lučenič nebo Laco Lučenič (* 23. listopadu 1952, Cífer, Československo) je slovenský hudebník, zpěvák, hudební skladatel a producent. Je znám ze soutěže Slovensko hledá superstar,  kde byl předsedou poroty.
Začátky jeho hudební kariéry jsou spojeny se skupinou Prúdy, podílel se na albu Hráč (basová kytara, zpěv). Později působil (jako kytarista či producent) ve skupinách Fermáta, Modus, Limit. Byl dlouholetým spolupracovníkem Miroslava Žbirky, kterému produkoval všechna alba do roku 1996. Také je autorem hudby k písničkovému CD pro děti Išla myška briežkom (1996).
Po rozchodu s Miroslavem Žbirkou se kromě produkování alb pro slovenské či české kapely věnoval elektronické hudbě a zvukovému experimentování. Svoje zkušenosti zúročil na remixovém 2-CD Proudy - Tribute to Prúdy. Album obsahuje i píseň Chladná (jako zmrzlinový pohár), která je součástí soundtracku k českému filmu Samotáři.
V roce 2004 vytvořil hudebně-divadelní projekt Satisfactory. Na podzim 2006 s projektem absolvoval velké slovenské turné a záznam lednového koncertu z bratislavského divadla Astorka Korzo '90 vydal na DVD pod názvem Satisfactory Live In Concert na vlastní značce doubleL.
Od roku 2018 do jara 2023 hrál v kapele Slobodná Európa.

## Diskografie
- Bodliak na plavkách (1985)
- Zastávky na znamenie (1987)
- Good Vibes Remixes (1994)
- Svetlo (...a pocit bezpečia) (1995)
- Išla myška briežkom – písničkové CD pro děti (1996)
- Proudy - Tribute to Prúdy (2000)
- Laco Lučenič Komplet – reedice sólových alb včetně bonusů na 2 CD (2006)
- Satisfactory Live In Concert – záznam koncertu na DVD včetně bonusů (2006)
- XLL (2007)
- Nemáme názov ani fotku (2025)